# Акламація
Аклама́ція — прийняття або відхилення зборами якоїсь пропозиції без підрахунку голосів — лише за реакцією учасників зборів, вираженою вигуками, репліками тощо.

## В стародавньому Римі
В римській історії акламацією (acclamatio) переможний полководець проголошувався своїми воїнами імператором. Після встановлення імперії Сенат часто приймав урочисті акламації для прославлення імператора та його родини. Тексти цих акламацій були дуже довгі і співалися всіма сенаторами. В часи пізньої античності використовувалась повторна акламація, що супроводжувалась якимись вимогами і могла продовжуватись годинами.

Також акламацією римляни гучно висловлювали своє задоволення або засудження. Під час укладання шлюбу римляни використовували акламації: Io Hymen, Hymenae або Talassio, а під час тріумфу найпоширенішою акламацією була — Io triumphe, Io triumphe. Були свої вирази для вираження задоволення від промов ораторів: Bene et praeclare, Belle et festive або Non potest melius і т. д

## Акламація у християнстві
У літургії деяких християнських Церков акламація є частиною святої меси, богослужіння, а саме Літурґії слова, котра виконується перед прочитанням Євангелія. Вона є свідченням підготовки та бажання вірників до вислуховування Слова Божого. Виконується часто в урочий спосіб співом (як урочиста частина, якщо не мала бути б оспіваною, може проминатись) і проводиться ось в який спосіб: заклик, який повторюють вірні, вірш (що спонукує до читання Євангелія, найчастіше з нього самого) і повторення спонуки. Спонуки, заклики, це, зазвичай, дво- чи триразове повторення слова «Алелуя», хоча під час Великого посту вживається слів «Хвала тобі, Слово боже» ачи «Хвала тобі, Царю віків».

Раніше також вибори єпископів супроводжувались акламацією. Останнім серед сучасних єпископів, хто міг бути обраний через процедура акламації був папа римський. Але ця практика була відмінена апостольською конституцією Івана Павла ІІ Universi Dominici Gregis. Відгуком практики акламації є вигуки аксіос (грец. Αξιός) під час рукоположення у візантійській літургії.

## Акламація в політичній практиці

### Акламація при диктатурі
Під час існування диктаторських режимів (наприклад нацистського режиму в Німеччині) акламація використовувалась для створення враження повної підтримки урядової політики народом. Найбільш вживаною формою акламації були овації, що мали супроводжувати кожну промову лідерів. Така практика широко вживалась, також, в Радянському Союзі.

### Акламація в практиціООН
В практиці Організації Об'єднаних Націй акламація, через гучне схвалення може використовуватись Генеральною Асамблеєю при затверджені Генерального секретаря. Останній раз така процедура використовувалась в 2006 році, коли Генеральним секретарем ООН був обраний міністр закордонних справ Республіки Корея Пан Гі Мун. Головуючий на засіданні Генеральної Асамблеї Хайя Рашид аль-Халіфа запропонував кандидатуру, що була погоджена Радою Безпеки ООН і вона була схвалена аплодисментами і гучним гулом.

### ВКанаді
В Канаді кандидат на місце в парламенті, законодавчих провінційних зборах або муніципальних зборах може бути обраний через акламацію, якщо він не має суперників. Сьогодні така практика зустрічається дуже рідко, окрім виборів в північних територіях або в муніципальні збори. Останнім випадком обрання на місце в Палату громад через акламацію було схвалення кандидатури Джорджа Генрі Досетта в 1957 після смерті його попередника.

## Академічна акламація
В академічній практиці, під час виборів може використовуватись процедура акламації, яка супроводжується стуканням по столах та вигуками. Якщо ж є ті, хто виступає проти запрпонованої кандидатури, то використовується голосування підніманням руки.